# Stefano Colantuono
Stefano Colantuono (* 23. Oktober 1962 in Rom, Italien) ist ein ehemaliger italienischer Fußball- und Futsalspieler und heutiger Fußballtrainer.
Als Spieler unter anderem für den US Avellino, Como Calcio und Ascoli Calcio aktiv, coachte er später unter anderem den US Palermo, Catania Calcio, den FC Turin und Udinese Calcio.

## Spielerkarriere
Stefano Colantuono durchlief in seiner Karriere als aktiver Fußballspieler eine Vielzahl von Vereinsstationen. Seine Laufbahn begann er 1980 beim römischen Verein VJS Velletri, der allerdings nur auf Amateurniveau spielte. Dort agierte Stefano Colantuono, der auf der Position eines Liberos zu finden war, drei Jahre lang bis 1983. Danach wechselte er zum Drittligisten Ternana Calcio. Nach einem Jahr in Terni ging er zum AC Arezzo, wo er in der Serie B eingesetzt wurde. Nach einem Jahr in Arezzo wechselte Colantuono erneut den Verein. Diesmal schloss er sich dem SC Pisa an, wo er als Stammspieler erstmals in der erstklassigen Serie A spielte. Die Spielzeit 1985/86 endete für den SC Pisa, der zuvor erst aus der zweiten Liga aufgestiegen war, mit dem direkten Wiederabstieg als Drittletzter der Tabelle. 
Daraufhin verließ Stefano Colantuono den SC Pisa und schloss sich dem US Avellino an, der sich damals in der Hochphase seiner sportlichen Erfolge befand. Unter Trainer Luís Vinício erreichte der Provinzverein aus Kampanien in der Serie A 1986/87 den achten Platz, was der besten Platzierung Avellinos in seiner Erstligageschichte entsprach. Stefano Colantuono war hierbei als Stammspieler entscheidend mit beteiligt. Im Jahr darauf lief es für den US Avellino noch so gut und man musste nach zehn Jahren Erstklassigkeit in die Serie B absteigen. Bis heute gelang Avellino nicht die Rückkehr in Italiens Fußballoberhaus.
Nach dem Abstieg mit Avellino wechselte Colantuono zu Como Calcio. Mit dem Team aus Norditalien stieg er jedoch als Tabellenletzter aus der Serie A ab. Danach ging Colantuono zu Ascoli Calcio. Mit dem Verein aus den Marken musste er ebenso in die zweithöchste Spielklasse absteigen, blieb seinem Arbeitgeber im Unterschied zu vorherigen Abstiegen treu und spielte noch ein Jahr in der zweiten Liga für Ascoli. Mit Rang vier in der Serie B gelang der direkte Wiederaufstieg. Im Verlauf der Aufstiegssaison hatte Stefano Colantuono allerdings seinen Stammplatz verloren. Aufgrund dessen trat er zunächst einmal vom aktiven Fußball zurück und spielte ein Jahr lang Futsal beim AS Rom.
Von 1992 an war Colantuono wieder als richtiger Fußballspieler auf den Spielfeldern Italiens unterwegs, konnte aber nicht an seine alten Leistungen anknüpfen. Er spielte nurmehr für Amateurmannschaften in unteren italienischen Fußballligen. Im Jahre 2001 beendete der Libero seine Laufbahn als Fußballspieler im Trikot von SS Sambenedettese Calcio im Alter von 39 Jahren und wurde Trainer.

## Trainerkarriere
Bei Samebenedettese begann auch die Trainerlaufbahn von Stefano Colantuono. Im März 2002 wurde er Nachfolger des entlassenen Giovanni Mei bei dem Verein und vollendete den bereits von seinem Vorgänger eingeleiteten Aufstieg aus der Serie C2 in die Serie C1. Auch in der dritten Liga gelangen der Mannschaft von Stefano Colantuono gute Erfolge. Man wurde in der Serie C1 2002/03 in der Girona B am Ende Fünfter und scheiterte erst in den Playoffs um den Zweitligaaufstieg am späteren Aufsteiger Pescara Calcio mit 1:0 und 0:2. Durch den Überraschungserfolg mit Samebenedettese wurde Stefano Colantuono auch für größere Vereine interessant und erhielt im Sommer 2003 ein Angebot vom Zweitligisten Catania Calcio, das er auch annahm. Colantuono führte Catania zu einem neunten Platz in der Serie B 2003/04. Dennoch trennte sich das Arbeitsverhältnis von Catania Calcio und Stefano Colantuono nach Saisonende. Der Trainer übernahm in Nachfolge von Serse Cosmi das Traineramt bei der soeben aus der Serie A abgestiegenen AC Perugia, den er in der Serie B 2004/05 eigentlich zur direkten Rückkehr in die Serie A gecoacht hätte. Allerdings erhielt Perugia die Lizenz für die kommende Erstligasaison aufgrund massiver finanzieller Probleme nicht und musste Konkurs anmelden. Man startete unter dem neuen Namen Perugia Calcio in der Serie C1 neu. Stefano Colantuono betreute die Mannschaft dann jedoch nicht mehr, er verließ Perugia in Richtung Bergamo.
Bei Atalanta Bergamo avancierte Stefano Colantuono zu einem Erfolgstrainer. Er führte den Verein mit einem ersten Platz und für Bergamo Vereinsrekord bedeutenden 81 Punkten in der Serie B 2005/06 zurück in die höchste Spielklasse. Auch in der Serie A zeigte das Team von Atalanta Bergamo ansprechende Leistungen. Mit Rang acht und fünfzig Punkten wurde der Klassenerhalt bereits lange vor dem Ende der Saison erreicht und zudem erneut ein neuer Vereinsrekord, diesmal was die Anzahl der erreichten Punkte in der ersten italienischen Liga angeht, aufgestellt. Unter anderem besiegte Stefano Colantuonos Mannschaft Spitzenmannschaften wie die AS Rom, die AC Mailand oder Sampdoria Genua und konnte vornehmlich in Heimspielen eine sehr positive Bilanz aufweisen. Mit dem Erfolg bei Atalanta Bergamo wurde Colantuono natürlich auch interessant für andere Vereine. Zur Saison 2007/08 unterzeichnete er schließlich einen Kontrakt bei der US Palermo.
Stefano Colantuonos Engagement in Palermo war gekennzeichnet durch häufige Trainerentlassungen. Zwischen 2008 und 2009 wurde er insgesamt drei Mal von Vereinspräsident Maurizio Zamparini als neuer Trainer vorgestellt, dreimal aber nach ein paar Monaten wieder entlassen. Seine kürzeste Amtszeit auf Sizilien dauerte nur wenige Wochen, ehe nach dem ersten Saisonspiel der Serie A 2008/09 der Rausschmiss kam. Ähnlich verlief Colantuonos Zeit beim FC Turin, wo er in der Folge trainierte. Hier hatte er zwei Amtszeiten in der Serie B und verpasste in seiner zweiten Amtszeit erst im Endspiel der Aufstiegsplayoffs gegen Brescia Calcio den Sprung in die Serie A. Daraufhin verließ Colantuono Torino und wurde neuer Trainer seines alten Vereins Atalanta Bergamo.
Atalanta war zuvor als Achtzehnter aus der ersten italienischen Spielklasse abgestiegen. Mit Trainer Stefano Colantuono gelang in der Serie B 2010/11 mit einem souveränen ersten Platz mit 79 Punkten aus 42 Spielen und neun Zählern Vorsprung auf einen Relegationsplatz zusammen mit der AC Siena und Novara Calcio der Aufstieg. Überschattet wurde der Aufstieg durch die Verwicklung von Atalanta Bergamo in den italienischen Manipulationsskandal 2010, wo Atalantas Kapitän Cristiano Doni sich als beteiligt erwies. Der Klub musste als Auswirkung des Skandals mit einem Abzug von sechs Punkten in die neue Saison starten. Trotz der Minuspunkte gelang es dem Verein, relativ früh und sicher den Klassenerhalt zu erreichen, am Ende sprang Platz zwölf heraus, wobei man ohne den Punktabzug um eine Teilnahme am Europapokal mitgespielt hätte. Diese zufriedenstellenden Ergebnisse bewirkten, dass Stefano Colantuonos ursprünglich bis 2012 geltender Vertrag in Bergamo bereits im Februar 2012 um zwei Jahre bis 2014 verlängert wurde. Insgesamt arbeitete Colantuono bis März 2015 als Trainer für Atalanta Bergamo und führte den Verein drei Jahre in Folge zum sicheren Klassenerhalt. Auf Platz siebzehn stehend und nach Verwicklung in einen Manipulationsskandal wurde Colantuono am 4. März 2015 in Bergamo entlassen und durch Edoardo Reja ersetzt.
Zur Saison 2015/16 übernahm Colantuono den Erstligisten Udinese Calcio. Dort wurde er jedoch nach nicht einmal einem Jahr wegen Erfolglosigkeit entlassen.
Nach einer Station beim FC Bari 1908 wurde er im Dezember 2017 Trainer der US Salernitana und hatte das Amt dort ein Jahr inne. Von Oktober 2021 bis Februar 2022 war er erneut für vier Monate Cheftrainer in Salerno.

## Erfolge

### Als Spieler
- Mitropapokal: 1×

1986 mit dem SC Pisa
- Italienische Futsalmeisterschaft: 1×

1991/92 mit dem AS Rom

### Als Trainer
- Serie B: 2×

2005/06 mit Atalanta Bergamo
2010/11 mit Atalanta Bergamo